# Boudu – aus den Wassern gerettet
Boudu – aus den Wassern gerettet ist eine anarchische, französische Gesellschaftssatire aus dem Jahre 1932 von Jean Renoir mit Michel Simon in der Titelrolle.

## Handlung
Paris, zu Beginn der Jahre 1930. Boudu ist ein Clochard und Vagabund, ein anarchischer Freigeist, der auf Konventionen pfeift. Als ihm eines Tages sein treuester Begleiter, sein Hund, abhandenkommt, will sich der heruntergekommene Misanthrop, der von der Gesellschaft nur noch angewidert ist, in selbstmörderischer Absicht von der Pont des Arts in die Fluten der Seine stürzen. Bei diesem Ansinnen beobachtet ihn Monsieur Lestingois, ein liberaler Großbürger, der sich als Buchhändler ganz der Schönheit der Künste verschrieben hat. Er scheut keine nassen Füße, rettet Boudu aus den Wassern der Seine und nimmt den bulligen und zerlumpten Griesgram zu sich in sein Buchgeschäft. Bald nistet sich Boudu, der alles andere als große Dankbarkeit zeigt, bei Lestingois daheim ein.
Dessen Zuhause, das sind Gattin Emma und das Dienstmädchen Anne-Marie, mit der Monsieur eine Affäre hat. Emma ist alles andere als begeistert von dem ungehobelten und schmuddeligen Gast, dem Monsieur die Manieren eines zivilisierten Großstadtmenschen beizubringen versucht. Durch seine unkonventionelle Art bringt Boudu jedoch rasch Chaos in das bis dahin wohl geordnete Haus. Dann versucht er auch noch – mit Erfolg – Madame und das Dienstmädchen zu verführen. Da es aber gilt, die Moral aufrechtzuerhalten und den gesellschaftlichen Konventionen zu entsprechen, wird von Monsieur Lestingois nun entschieden, dass Boudu das Dienstmädchen zu heiraten habe. Auf dem Hochzeitsboot auf der Marne kommt es prompt zu einem Unglück: Das Boot kentert, und Boudu nutzt die günstige Gelegenheit und schwimmt auf und davon, um seine Freiheit wiederzuerlangen.

## Produktionsnotizen
Boudu – aus den Wassern gerettet entstand im Sommer 1932 und wurde am 11. November 1932 im Pariser Colisée-Kino uraufgeführt. Eine deutsche Vorkriegsaufführung hat es offensichtlich nicht gegeben. Die deutsche Fernsehpremiere fand am 7. Januar 1966 in der ARD statt.
Hugues Laurent und Jean Castanier schufen die Filmbauten.
1985 entstand in Hollywood mit Zoff in Beverly Hills ein Remake; eine französische Neuverfilmung kam zwanzig Jahre darauf unter dem Titel Boudu in die Kinos.

## Kritiken
„Der Charme von Boudu, das ist die Glorifizierung der Vulgarität. (…) Boudu ist ein herrlich obszöner Film.“

„Eine durchaus anarchistische Komödie. Während Boudu in der literarischen Vorlage eine durch und durch unsympathische Erscheinung war, verkörpert er hier die Freiheit, die hinein konformistisches Bürgerleben einbricht. Und deutlich gilt dieser Gestalt auch die besondere Sympathie Renoirs.“

„Eine Satire auf die Moral der bürgerlichen Gesellschaft, eine Hommage an das Leben der einfachen Leute und eine Hymne an die Bindungslosigkeit des Individualisten: Jean Renoirs klassische Komödie besticht durch anarchischen Witz, liebevolle Beobachtung, handwerkliche Virtuosität und das herausragende Spiel von Michel Simon in der Rolle des Boudu.“

„… bitterkomische Gesellschaftssatire „Boudu sauvé des eaux“ mit einem begnadeten Hauptdarsteller Michel Simon, der einen Hauch von genialer, humanistischer Anarchie verströmte …“

„‚Boudu sauvé des eaux‘, eine anarchistische Farce, die kommerziell ein völliger Versager wurde, ist der beste Film einer schlechten Periode. Doch enthält er mehr Versprechungen als geglückte Stellen.“

„Diese herrlich unmoralische Geschichte … markiert den Höhepunkt der Zusammenarbeit zwischen Renoir und dem Schauspieler Michel Simon und enthält sehr gute Beispiele für Renoirs Gebrauch der Tiefenschärfe. Seine Mischung aus Farce und Ernsthaftigkeit und seine absichtliche Verletzung des guten Geschmacks lassen Boudu als ein charakteristisches Werk des französischen Films der frühen 30er Jahre erscheinen.“